# Popiele (Ukraina)
Popiele – wieś na Ukrainie w rejonie drohobyckim należącym do obwodu lwowskiego.
Wiosną 1928 w Popielach poświęcono szybowisko.